# Castlevania: Lament of Innocence
Castlevania: Lament of Innocence (LOI), gavs ut i Japan som Castlevania (キャッスルヴァニア Kyassuruvania?), är ett tv-spel utvecklat av Konami Corporation/KCET till Playstation 2. Det släpptes ursprungligen i Japan år 2003. Det är ett klassiskt spel i serien men även i tre dimensioner. 

## Handling
Spelet utspelar sig år 1094, något som är långt mycket tidigare än de andra spelen i serien. Huvudpersonen är en ung man vid namn Leon Belmont som har till uppgift att rädda sin kidnappade fästmö, Sara Trantoul ifrån vampyren Walter Bernhard. Kidnappningen för Leon till ett slott kallat Eternal Night där han försöker få tillbaka sin kvinna.